# Dömsödi Dalma
Dömsödi Dalma (Szentes, 2003. január 26. –) magyar válogatott vízilabdázó.

## Sportpályafutása
A Szentesi VK nevelése. A korosztályos bajnokságokban a legeredményesebb játékosok közé tartozott. Tizennégyévesen mutatkozott be a felnőtt elsőosztályban. 2017-ben bronzérmes volt az ifjúsági Európa-bajnokságon. 2018-ban hatodik helyezést szerzett az U18-as vb-n. A következő évben az U17-eseknél kilencedik volt az Eb-n. 2021 januárjában szerepelt első alkalommal a felnőtt válogatottban. 2021-től a Ferencváros játékosa lett. Ugyanebben az évben bronzérmes lett a junior vb-n. 2022-ben második helyen végzett a junior Eb-n. Tagja volt a 2022-es Eb-n 5. és a 2023 vb-n 6. helyen végzett felnőtt válogatottnak. 2023 szeptemberében junior világbajnok lett.

## Eredményei
Magyar bajnokság
- ezüstérmes: 2023–24
- bronzérmes: 2021–22, 2022–23

Magyar kupa
- győztes: 2022

Eurokupa
- döntős: 2022–23

Világbajnokság
- ezüstérmes: 2025

U20-as világbajnokság;
- aranyérmes: 2023
- bronzérmes: 2021

U19-es Európa-bajnokság
- ezüstérmes: 2022

U17-es Európa-bajnokság
- bronzérmes: 2017

## Díjai, elismerései
- Szalay Íván-díj (2017)[2]
- magyar fair play díj (2020)
- Az év Csongrád-Csanád vármegyei sportolónője (2022)[3]